# Campanha d'Arisa
Campanha d'Arisa (francès Campagne-sur-Arize) és un municipi francès, situat a la regió d'Occitània, departament de l'Arieja.